# Agence pour le développement des relations interculturelles
L'Agence pour le développement des relations interculturelles (ADRI) est de 1982 à 2005 un   centre de ressources sur l'intégration des immigrés en France. En 2005, elle fonde le Musée de l'Histoire de l'immigration et disparaît sous ce nom.

## Histoire
Le 1er décembre 1977, l'État fonde l'agence Information culture et immigration (ICEI), en fusionnant l'Office national pour la promotion des cultures immigrées (ONPCI) et le Centre d'études et de documentation sur l'immigration (CEDIM), anciennement appelé Comité Lyautey, association d'accueil fondée par la veuve du maréchal Hubert Lyautey.
L'agence prend le nom d'ADRI en 1982 à la suite de rapport qui commandé à Françoise Gaspard par le nouveau gouvernement socialiste. Le rapport Gaspard préconise notamment que la politique culturelle en direction des immigrés se libère « de l'assistanat et du contrôle social ». Pour que la reconnaissance des autres cultures ne signifie pas repli identitaire, le rapport préconise en parallèle le développement des échanges interculturels, selon trois axes d'intervention :
- le développement du mouvement associatif (pour lequel L'ADRI sera fortement être mobilisée)
- l'encouragement des expressions culturelles, en particulier par le biais de la musique, de la création audio-visuelle, du développement des radios locales et des médias, et enfin par la reconnaissance du culte musulman.
- l'aide à la mise en pratique de l'approche interculturelle par les collectivités locales, notamment à travers les financements du FAS.

À la suite de ce rapport, l'ADRI dispose de moyens importants, notamment pour la production de l'émissions de télévision « Mosaïque » et de radio,,. En 1995, Luc Gruson est appelé à sa direction pour procéder à sa restructuration. En 1998, l'agence passe du statut d' Association loi de 1901 à un Groupement d'intérêt public. En 1999, elle reprend l'édition de la revue Hommes & Migrations, dirigée par Philippe Dewitte.
À partir d'avril 2003  elle devient le support de la mission de préfiguration du Centre de ressources et de mémoire de l'immigration. Son personnel et ses moyens servent de structure d'appui à la mission de préfiguration confiée à Jacques Toubon par le Premier ministre. Personnel et moyens sont transférés vers le GIP CNHI quand celui-ci est créé,. Luc Gruson, directeur de l'ADRI depuis 1995, assure la direction de la mission de préfiguration, puis du GIP de préfiguration de la Cité nationale de l'histoire de l'immigration jusqu'en 2007. Après trois années comme directeur général adjoint de l'établissement public créé en 2007, il redevient en 2010 le directeur de la Cité nationale de l'histoire de l'immigration.

## Statut
Le Groupement d'intérêt public ADRI, créé en 1998, avait pour objet de « recueillir et de diffuser des informations de toute nature et à l'aide de tout support sur l'intégration des populations d'origine étrangère en France, dans les champs social, culturel et économique. » Le GIP Adri s'était vu confié une mission de service public administratif, ainsi définie dans ses textes constitutifs: « L'agence conçoit, développe, met en œuvre et fournit des outils d'information et de formation destinés notamment aux agents des services publics, aux professionnels des politiques de la ville et de l'intégration, aux responsables et bénévoles des associations, aux travailleurs sociaux, aux entreprises et aux élus locaux. En outre, elle fournit des éléments de comparaison utiles tirés des politiques similaires menées à l'étranger et tout particulièrement dans les pays de l'Union européenne » (extrait de la convention constitutive).
Le GIP ADRI, regroupait 5 ministères et le Fonds d'aide et de soutien pour l'intégration et la lutte contre les discriminations (FAS, puis ultérieurement FASILD).

## Publications
- Agence pour le développement des relations interculturelles (Adri), "Échanges pour l'intégration", Paris, Adri, 1996
- Agence pour le développement des relations interculturelles (Adri), "Vers la démocratie culturelle", dossier thématique des ateliers de l'intégration locale 2001, 31 projets culturels et artistiques, Paris, Adri, 2001, 107 p.
- Agence pour le développement des relations interculturelles (Adri), "Vers la démocratie culturelle", actes des ateliers de l'intégration locale 2001, Paris, Adri, 2001, 134 p.